# Cabo de Gata

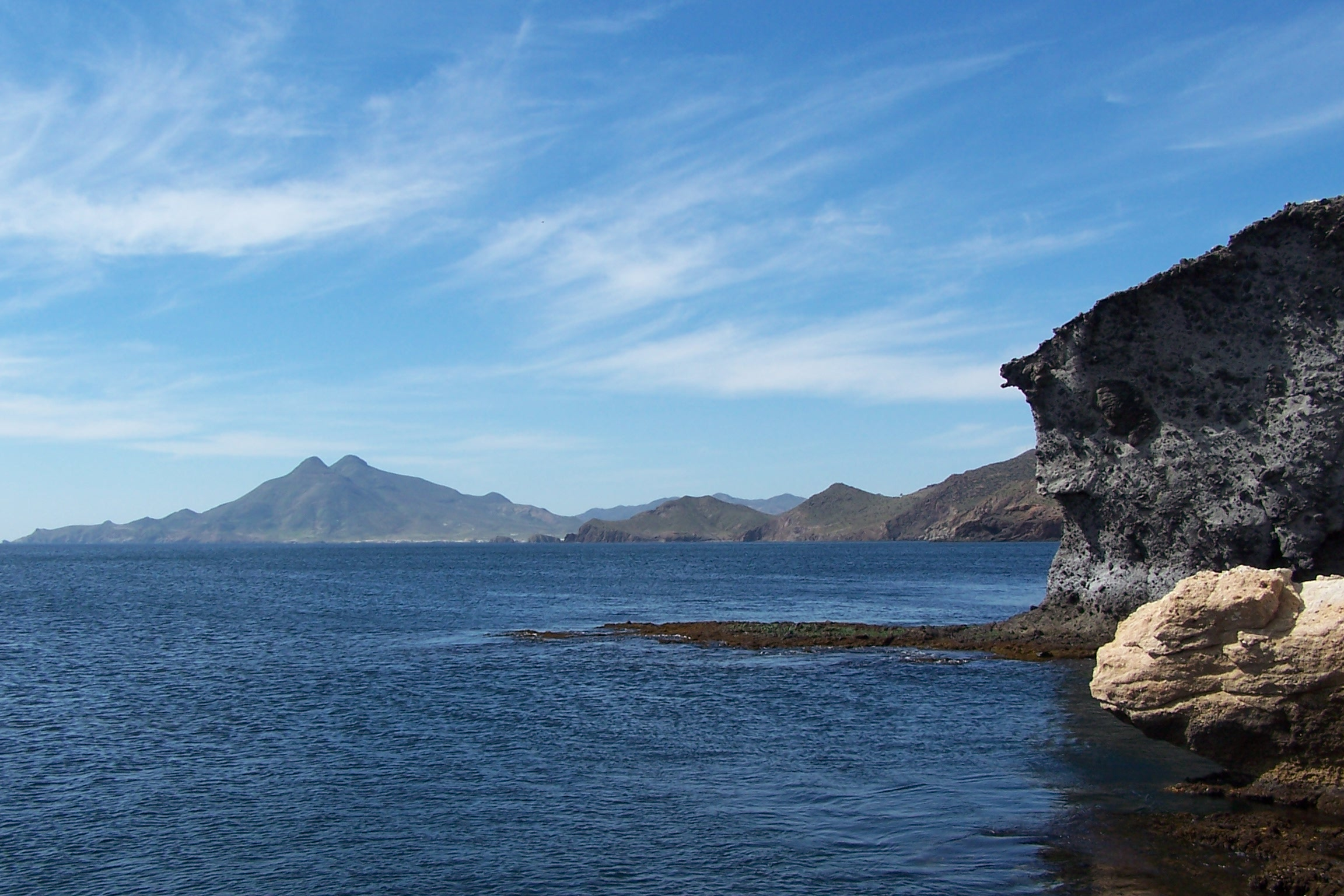
Zicht op het oostelijke deel van Cabo de Gata, met twee vulkanen.

Cabo de Gata is een gebied van vulkanische oorsprong in de provincie Almería in het zuidoosten van de Spaanse regio Andalusië met een oppervlakte van 45.663 ha. Het is tevens deel van een beschermd Natuurpark Cabo de Gata-Níjar en het grootste beschermde kustgebied van Andalusië.

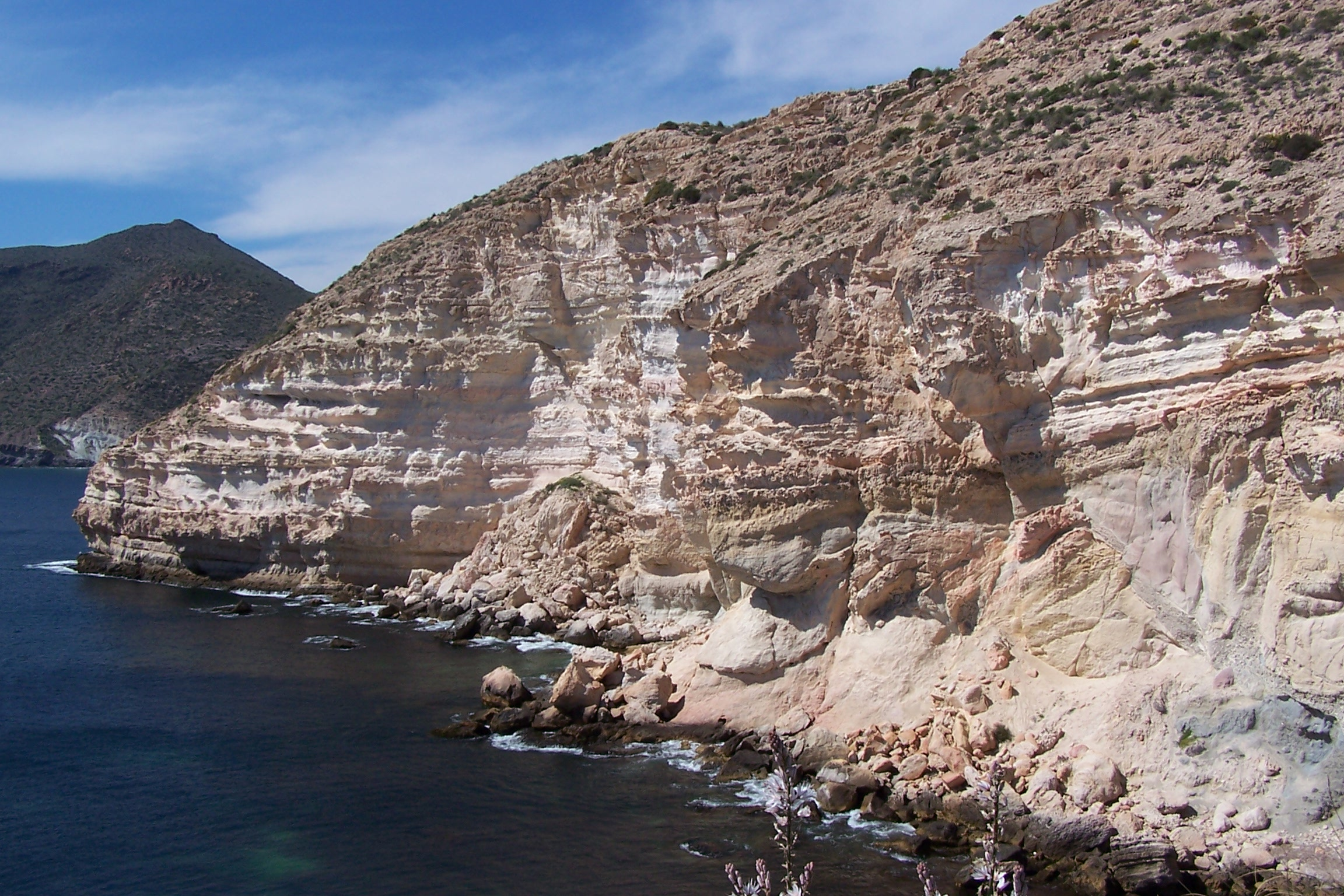
Zicht op een kalksteenopeenvolging van Cabo de Gata.

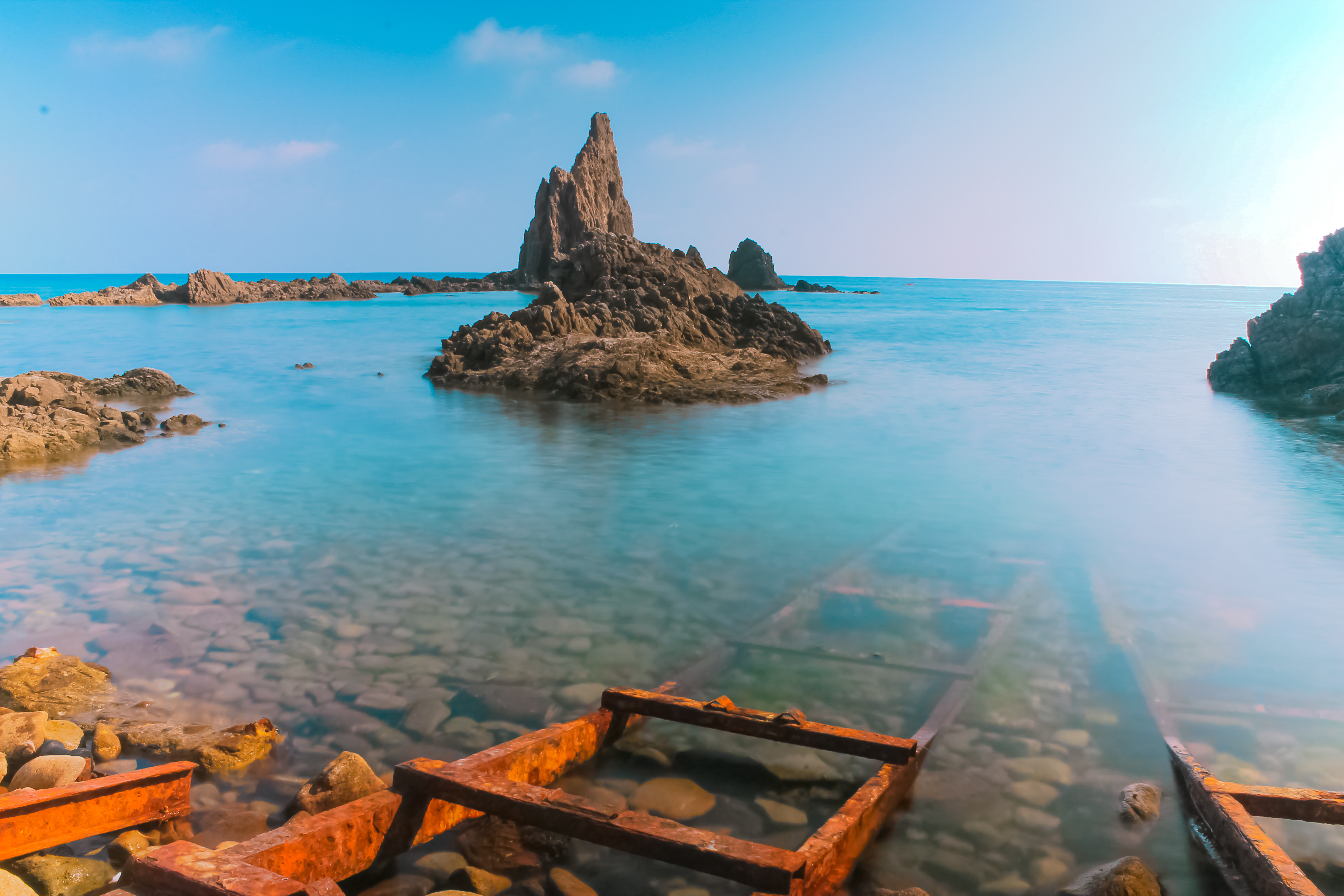
Las Sirenas.

## Landschap
Het ruige berg- en rotsachtige landschap van dit gebied ligt geïsoleerd en is in geologisch opzicht een van Europa's meest bijzondere. De bergketen Sierra de Cabo de Gata is de grootste vulkanische rotsformatie van Spanje, met scherpe pieken en okerkleurige steile rotsen (schelpenzandformaties). Aan de kust stijgen de rotsen steil op uit zee. Ze creëren soms wel 100 m hoge, hoekige en gekartelde kliffen, welke zijn gespleten door ravijnen en geulen die leiden naar afgelegen inhammen met witte zandstranden. Voor de kust liggen tevens vele kleine, rotsachtige eilandjes en onderwater groots opgezette koraalriffen met een rijk onderwaterleven.

## Geologie
Geologisch gezien is de Cabo de Gata ontstaan ten gevolge van de Neogene vulkanische activiteit tussen de Eurazische plaat en de Afrikaanse plaat. Het gebied bestaat uit andesieten en dacieten van midden- tot laat-Miocene ouderdom, naast sedimentaire gesteenten als (rif-)kalken en dolomiet.

## Klimaat
De Cabo en Sierra de Cabo de Gata kennen hoge temperaturen (een jaarlijks gemiddelde van 18 °C) en de laagste regenval van het Iberisch schiereiland (200 mm gemiddeld per jaar). Dit resulteert in een groot semi-woestijnachtig gebied met bijbehorende karakteristieke vegetatie waaronder gedrongen waaiervormige palmen.

## Structuur
Het park omvat een gevarieerd gebied van kustduinen, stranden, steile kliffen, zoutpannen, een aanzienlijke waterwereld van 12,200 ha, zoutmoerassen, in het binnenland gelegen droge, dorre steppen en droge rivierbeddingen. Dit natuurpark is in 1997 benoemd tot UNESCO Biosfeerreservaat en het park herbergt een buitengewone rijkdom aan de dierenwereld, inclusief vele zeldzame en inheemse planten.

## Vogels
De Salinas de Cabo de Gata is een van de belangrijkste moerasgebieden van Spanje voor broedende en overwinterende vogels. Het is een zoutwaterlagune die parallel loopt aan het strand en daarvan is gescheiden door een 400 m brede zandbank. Gelegen tussen de plaats San Miguel en het Cabo de Gata voorgebergte is deze lagune van buitengewoon ecologisch belang, vooral voor vogels. De salinas (zoutpannen) zijn de enige nog in bedrijf zijnde in Oost-Andalusië.

## Naamgeving
Cabo de Gata is Spaans voor Poezenkaap. De naam komt echter oorspronkelijk van 'Cabo de Agata', de kaap van agaat, een steensoort die men veelvuldig tegenkomt op de stranden rondom het natuurgebied.